# PR-HU 36

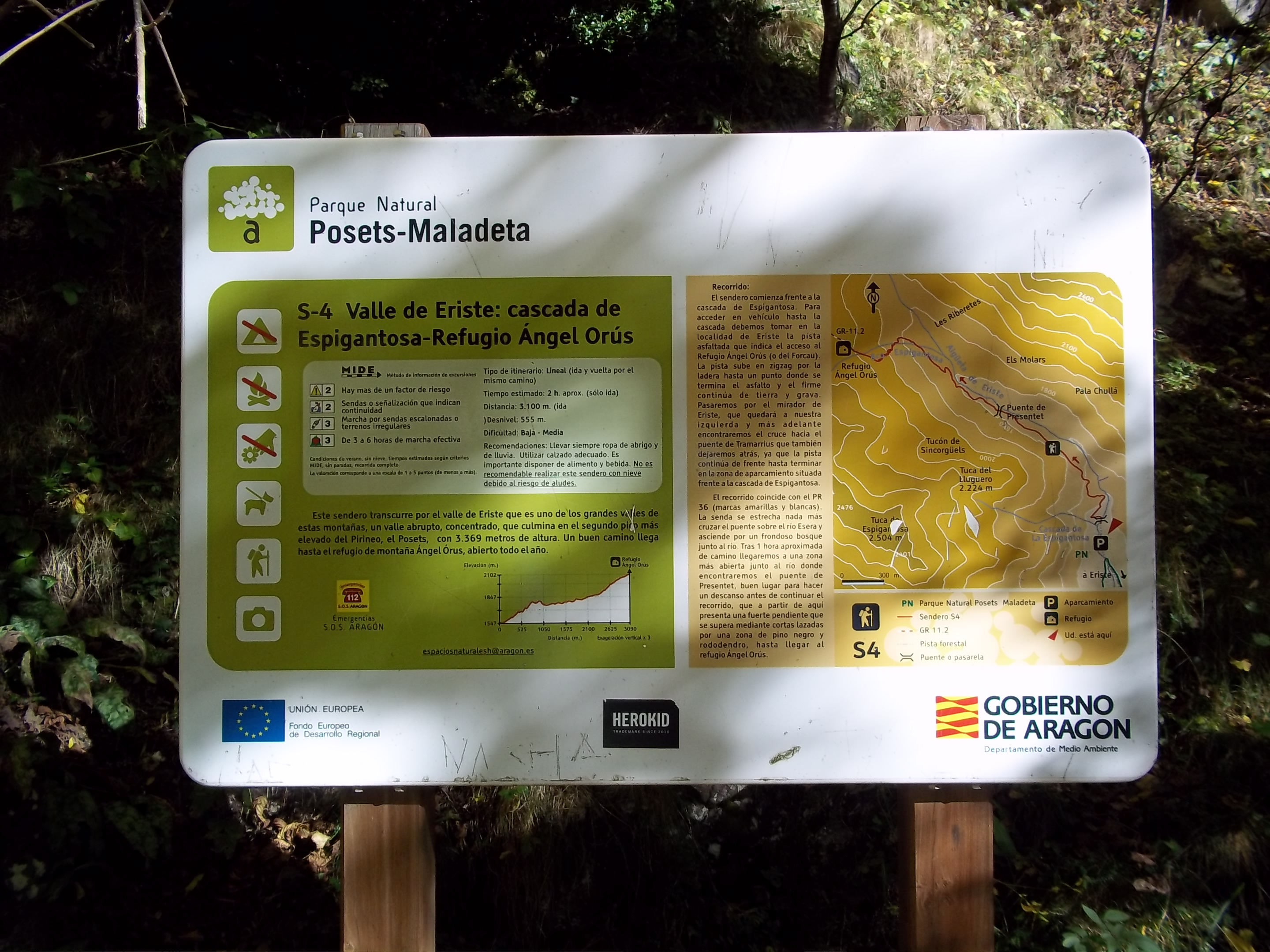
Cartel informativo en la ruta PR-HU 36

El PR-HU 36 es una ruta de pequeño recorrido en la Ribagorza, provincia de Huesca, Aragón, España. Empieza en Eriste y acaba en el refugio de Ángel Orús.
El recorrido total son 16 km en pleno Pirineo aragonés, en el valle del Ésera. Las altitudes oscilan entre los 1000 m s. n. m. en Eriste y los 2100 en el refugio. Su recorrido sigue al barranco Aigüeta de Eriste y pasa por la cascada de la Espigantosa y el Llano-Pleta de les Riberetes.
| Municipios | Localidades | Localidades                                  |
| ---------- | ----------- | -------------------------------------------- |
| Sahún      | Eriste      | PR-HU 32 PR-HU 33 PR-HU 34 PR-HU 35 PR-HU 51 |